# Elementaire functie
In de wiskunde verstaat men onder een elementaire functie een functie in  één variabele, die is opgebouwd uit een eindig aantal constanten, wortelfuncties, exponentiële functies, logaritmen en  goniometrische functies en hun inversen door compositie en combinaties en door alleen gebruik te maken van de vier basisoperaties: optellen +, aftrekken –, vermenigvuldigen × en delen :. 
Elementaire functies werden tussen 1833 en 1841 in een reeks artikelen geïntroduceerd door de Franse wiskundige Joseph Liouville. Een algebraïsche behandeling van elementaire functies werd in de jaren 1930 door JF Ritt gestart.

## Voorbeelden
Tot de elementaire functies behoren:
- constante functies: {\displaystyle 2,\ {\sqrt {3}},\ \pi ,\ e,\ \ldots };
- machten van de variabele {\displaystyle x}: {\displaystyle x,\ x^{2},\ x^{3},\ \ldots };
- wortels van {\displaystyle x}: {\displaystyle {\sqrt {x}},\ {\sqrt[{3}]{x}},\ \ldots };
- exponentiële functies: {\displaystyle e^{x},e^{x/3},\ \ldots };
- logaritmen {\displaystyle \log x,\ln x,\ \ldots };
- goniometrische functies: {\displaystyle \sin x,\ \cos x,\ \tan x,\ \ldots }
- inverse goniometrische functies / cyclometrische functies: {\displaystyle \arcsin x,\ \arccos x,\ \ldots };
- hyperbolische functies: {\displaystyle \sinh x,\ \cosh x,\ \ldots };
- inverse hyperbolische functies / areaalfuncties: {\displaystyle \operatorname {arsinh} x,\ \operatorname {arcosh} x,\ \ldots }.
- Verder alle functies die uit de vorge verkregen worden door optellen, aftrekken, vermenigvuldigen en delen.
- En alle functies die uit de vorige ontstaan door functiecompositie.

In het bijzonder zijn polynomen elementaire functies. De inverse functie van een polynoom is meestal niet bepaald. De polynomen zijn dus wel elementaire functies, hun inverse functie is dat over het algemeen niet.

## Websites
- (en)  M Rosenlicht in American Mathematical Monthly. Integration in finite terms, 1972. jaargang 79, deel 9 blz 963–972